# رالف ميلارد
رالف ميلارد (بالإنجليزية: Ralph Millard)‏ (و. 1919 – 2011 م) هو، من الولايات المتحدة الأمريكية، ولد في سانت لويس، ميزوري، توفي في ميامي، فلوريدا، عن عمر يناهز 92 عاماً.

## التعليم
تعلم في مدرسة طب هارفرد.